# Ilhabela
Die Ilhabela (portugiesisch für „schöne Insel“) bezeichnet eine Insel im brasilianischen Bundesstaat São Paulo sowie die zugehörige Inselgruppe. Sie befindet sich nur rund 4 km vor dem Festland und liegt zwischen São Paulo (Entfernung 200 km) und Rio de Janeiro (Entfernung 340 km). Kommunalpolitisch bildet sie den Município da Estância Balneária de Ilhabela.
Der eigentliche Name der Hauptinsel ist Ilha de São Sebastião (portugiesisch für Insel des heiligen Sebastian), dieser wird jedoch kaum verwendet. Die Insel ist ein Ausflugsort, so dass auf ihr im Sommer deutlich mehr als die nach der Volkszählung von 2010 genannten 26.196 Einwohner leben. Die Insel ist nur mittels einer Fähre vom nahe gelegenen São Sebastião aus zu erreichen.

## Geographie
Die Hauptinsel Ilhabela hat eine größte Ausdehnung von knapp 30 km und eine Fläche von etwa 350 km². Das macht Ilhabela zur viertgrößten Atlantikinsel Brasiliens.
Auf der Insel befinden sich einige der höchsten Berge von São Paulos Küste. Die höchste Erhebung ist der Pico de São Sebastião mit einer Höhe von 1379 m und liegt im Südteil der Insel. Dann folgen der Morro do Papagaio (1307 m) und der Morro da Serraria (1285 m). Aufgrund seiner Schönheit und seiner Position neben der größten flachen Wohnfläche der Insel ist der Pico do Baepi die berühmteste Erhebung der Insel, obwohl er sich nur auf dem 7. Platz unter den höchsten Bergen Ilhabelas befindet. Außerdem ist die Pico-do-Baepi-Spitze  die erreichbarste.
An der Mehrzahl der Erhebungen befinden mit sich eine große Anzahl Wasserfälle: 368. Viele sind leicht zu erreichen und ermöglichen ein angenehmes Bad in ihren natürlichen Schwimmbecken (Bergwasser).
Wenn man das Format der Inselküste analysiert, merkt man die Anwesenheit von Konkavitäten (Buchten mit ruhigen, durchsichtigen und smaragdgrünen Wassern), die zu versteckten Stränden führen. Die berühmtesten heißen „Saco do Eustáquio“ und „Saco do Sombrio“, denen im 17. Jahrhundert als Schlupfwinkel von Piraten mehrere Angriffe galten.
Aufgrund der vielen Kaps, die an der Ostküste der Insel zu finden sind und eine überraschende Herausforderung an den Handels- und Passagierschiffkommandanten stellten, sind viele Schiffe versunken. An der „Ponta da Pirabura“ im südöstlichen Teil der Insel ist in 1914 das spanische Luxusschiff „Príncipe de Asturias“ fünf Minuten nach der Havarie versunken. Dieser Schiffbruch ist bekannt als »die brasilianische Titanic«.
Die Nachbargemeinden sind Caraguatatuba im Norden und São Sebastião im Westen.
Auf der Insel herrscht subtropisches Klima.

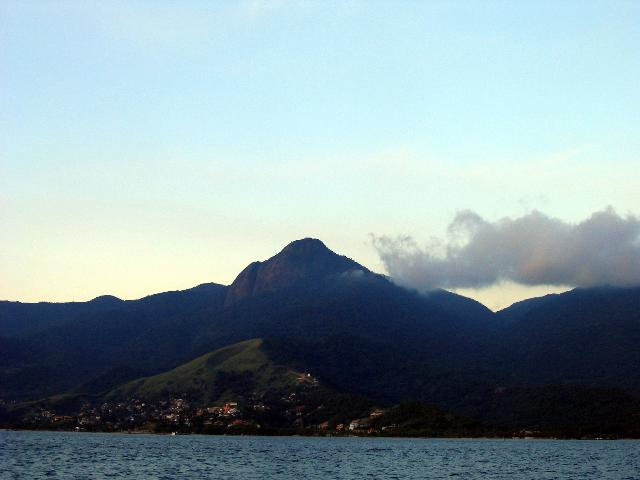
Der Pico do Baepi

## Geschichte
Vor der Kolonisierung Brasiliens im 16. Jahrhundert bewohnten die Tupí die Insel, die sie Ciribai nannten, was so viel wie ruhige Insel bedeutet. Am 20. Januar 1502 gab Amerigo Vespucci der Insel den Namen São Sebastião. In den folgenden Jahren errichteten die Portugiesen militärische Stützpunkte an der Küste. Seit 1805 ist Ilhabela eine selbständige Verwaltungseinheit. Von 1938 bis 1944 hieß das Gebiet zwischenzeitlich Formosa, bevor die Gemeinde ihren heutigen Namen erhielt.

## Tourismus

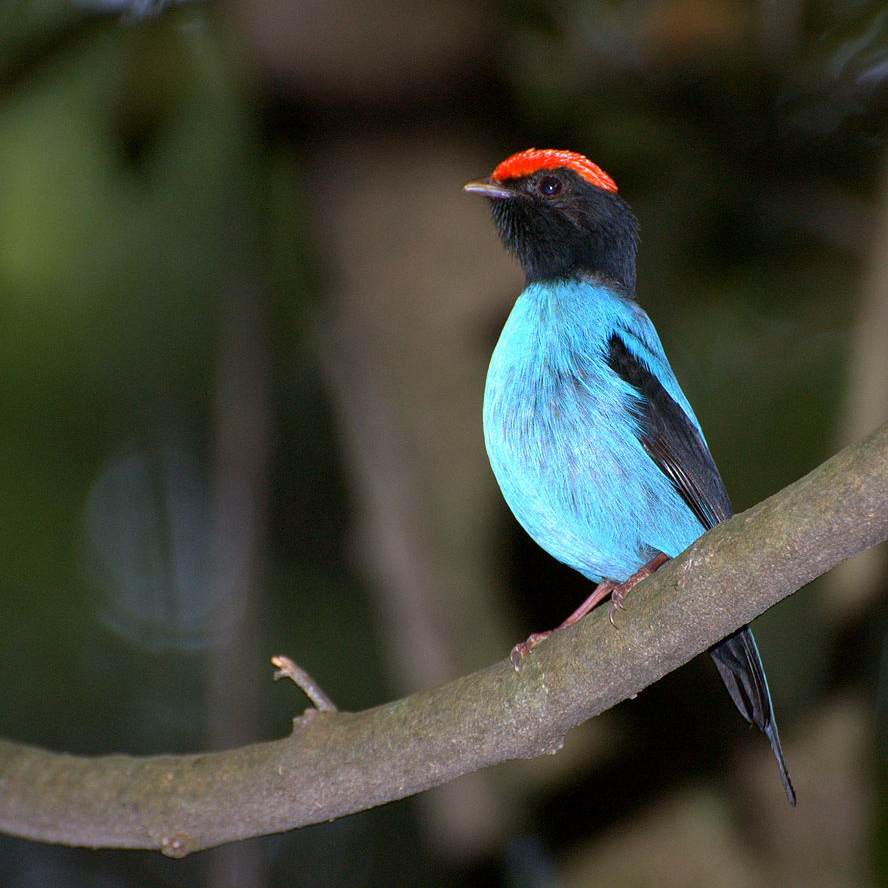
Blaubrustpipra (Chiroxiphia caudata)

Den mit Abstand bedeutendsten Wirtschaftszweig stellt der Tourismus dar. Bekannt ist Ilhabela für ihre Strände mit einer Länge von rund 36 km sowie für Wassersport wie Segeln oder Tauchen. So befinden sich in den Gewässern um die Inselgruppe mehrere Schiffswracks, von denen einige zum Tauchen zugänglich sind.
Wanderungen im Innern der Insel sind ein weiteres Freizeitangebot.

## Fauna
Der Blaubrustpipra (Chiroxiphia caudata) ist ein auf Ilhabela lebender südamerikanischer Sperlingsvogel. Eine auf der Insel vorkommende Schlangenart ist Dipsas albifrons, die sich von Schnecken ernährt.

## Nationalpark Ilhabela
Mit Dekret nº 9414 vom 20. Januar 1977 wurden rund 78 % des Archipelgebietes zum Parque Estadual de Ilhabela (PEI) erklärt.